# Tremella moriformis
Tremella moriformis är en svampart som beskrevs av Berk. 1812. Tremella moriformis ingår i släktet Tremella och familjen Tremellaceae.   Inga underarter finns listade i Catalogue of Life.